# Everybody Needs a Best Friend
Everybody Needs a Best Friend ist das Titellied der 2012er Filmkomödie Ted. Die Musik stammt von Walter Murphy und der Text wurde von Seth MacFarlane, dem Regisseur des Films, geschrieben. Gesungen wurde das Lied von Soul- und Jazz-Sängerin Norah Jones. Das Lied wurde über Universal Republic Records außerdem am 26. Juni 2012 auf dem Soundtrack zum Film veröffentlicht.

## Entstehungsgeschichte
Seth MacFarlane beauftragte Walter Murphy mit der Erstellung der Filmmusik und sandte ihm ein Drehbuch zu. Ihm schwebte eine altmodische Form der Filmmusik vor, in dem jeder Charakter ein individuelles Thema erhält sowie ein Titellied. Murphy war sehr daran interessiert, da diese Form für Blockbuster-Filme mittlerweile unüblich geworden war. Für das Titellied hatte MacFarlane zunächst einen anderen Text verfasst, auf dessen Grundlage Murphy das Titellied schrieb. Murphy schrieb die Musik im Stile des Bandleaders Nelson Riddle, der in seiner Karriere einige Filmlieder aufgenommen hatte. Während des Drehs hatte MacFarlane jedoch die Idee, das Lied aus der Perspektive des Teddybären erzählen zu lassen. So schrieb er das Lied um.
MacFarlane fragte schließlich Norah Jones, ob sie das Lied einsingen könne und sie stimmte zu. Mit einer Version des Songs auf Pro Tools flog MacFarlane nach New York und ließ das Stück mit einer 60-köpfigen Big Band inklusive Streichorchester einspielen.
Im Film selbst erscheint der Song beim Vorspann und wird in seiner Instrumentalversion mehrfach wiederholt, so dass er auch als Titelmelodie fungiert.

## Oscar-Nominierung
Das Lied erhielt eine Oscar-Nominierung als Bester Filmsong und wurde in der Folge am 8. Februar 2013 in der The Tonight Show with Jay Leno zum ersten Mal live vorgestellt. Bei der Oscarverleihung 2014 trat Norah Jones ebenfalls mit dem Song auf. Das Lied verlor allerdings gegen den James-Bond-Titelsong Skyfall.